# 笑ジオ
笑ジオ（わらじお）とは、2020年3月30日～2022年3月24日まで高知放送ラジオで放送していた午後のワイド番組である。

## 概要
メインパーソナリティの井上琢己と曜日ごとのパーソナリティが送る番組である。ゲストが来る時もある。「笑ジオ」というタイトルは、パーソナリティーである井上琢己が考えたものである。テーマが大喜利の日は、ディレクターが困って決めた内容である。

## 放送時間
- 月曜 - 木曜、13:15 - 16:40

## パーソナリティー
- 月 - 木 井上琢己
- 月曜日 花房果子
- 火曜日 谷脇ななみ
- 水曜日 週替わりパーソナリティー
  - 山口律子
  - 三谷博美
  - 澤村香奈江
  - 大野沙耶花（2020年4月1日）[2]
  - 大鳥愛（2020年4月8日、越知町在住）[3]
- 木曜日 武内有子

## コーナー
月曜日
- こうち子育て応援団(15:05頃 - )

子育てを中心とした様々な情報をお届けし、高知の「子育て」を応援するコーナー。
- 誠ちゃんの、まっことあかんやつ!(第2、4週）

誠ちゃんことパーカッショニストの山村誠一が活動の中で見つけた人や食べ物、自然のうつろい等々のこれは“イケてるっ!”という「あかんやつ」を発信するコーナー。

火曜日
- ラジオ歴史小説「ジョン・マン」（14:10頃 - ）出演井津葉子・井上琢己

高知出身の直木賞作家・山本一力の歴史大河小説をラジオドラマ化したもの。
男役は全て井上琢己の声。語り手は井津葉子。
再放送毎週土曜日、午後4時15分 - 30分
アゲイン（総集編）毎月最終日曜日、午後3時 - 1ヶ月分をまとめて放送

- 堀内佳のコーヒーブレイク（第2、4週 13：45頃 - ）ゲストを読んでお話を聞くことの多いコーナー
- 谷脇ななみの土佐麺遍路（放送時刻不定）

隠れた絶品麺料理の情報提供をリスナーに依頼し、届いた情報の中からこれまでグルメ番組を長年担当してきた「谷脇ななみ」が試食して、勝手に『麺札所』として認定するコーナー。

水曜日
- ちょっとゴルフをしてみようかな（14:20頃 - ）

クロマツゴルフの松岡校長が、ゴルフに関するあらゆる疑問・マナーについてお答えするコーナー。
- ユナイテッド radio ～Road to J～（第1、3週 16:00頃 - ）

高知からJリーグへ!高知ユナイテッドSCを応援、チームの活動内容や選手の素顔に迫るコーナー。

木曜日
- 土佐絵馬物語（14:10頃 - ）

県内の貴重な「絵馬」を巡る旅へ。ナビゲーターは田村和郎。
放送後は高知放送のホームページで配信。
高知放送のYouTubeに絵馬を取材した様子が公開されている。